# Sala giochi (programma televisivo)
Sala giochi è stato un gioco a quiz condotto da Maria Teresa Ruta su Rai 1 dal 1995 al 1996.

## Il programma

### Prima edizione
Il programma debutta sugli schermi di Rai 1 alle 14,20 del 31 gennaio 1995 ed è trasmesso dagli studi Rai di Torino.
La trasmissione si propone come una palestra enigmistica, dove trovano spazio diversi giochi d'abilità e rompicapo, ma soprattutto il Cruciverbone (gioco già proposto da Gianni Boncompagni nelle stagioni di Domenica in da lui dirette dal 1987 al 1991 e nella prima edizione del varietà Non è la Rai, nella stagione 1991-1992), vera e propria struttura portante del programma.
La trasmissione è condotta da Maria Teresa Ruta, con la partecipazione del valletto di origini cinesi Shao Dong al cruciverba, del duo I Fumatti ai giochi di abilità e del gruppo musicale F40.

### Seconda edizione
Visto il successo ottenuto, dal 9 ottobre 1995 all'8 aprile 1996 viene realizzata una seconda stagione del programma, intitolata Pronto? Sala giochi.
In questa seconda edizione, il programma viene trasmesso dagli studi Rai di Milano e non più da quelli di Torino.
La trasmissione, che vede riconfermata alla conduzione Maria Teresa Ruta, va in onda tutti i giorni dal lunedì al venerdì dalle 14,05 alle 15,45. Da ottobre a dicembre il programma è diviso in due parti. Nell'intervallo tra i due segmenti della trasmissione, esattamente tra le 14,30 e le 15,00, viene trasmesso il programma Prove e provini a...Scommettiamo che...?, condotto da Fabrizio Frizzi ed abbinato alla Lotteria Italia.
Vista la maggiore durata, la trasmissione propone oltre al celebre Cruciverbone, diversi giochi telefonici per il pubblico da casa e quattro gare per i concorrenti presenti in studio. I partecipanti ai giochi in studio sono divisi in due squadre, la  Squadra verde (composta da concorrenti con età compresa tra i 18 ed i 26 anni) e la  Squadra argento (composta da ultrasessantenni).
In questa edizione il programma presenta inoltre un cast multirazziale. Fanno, infatti, parte del gruppo di lavoro, la coreana Kiung-Ae (che sostituì Shao Dong come valletta al cruciverba), Isaia Del Mel e Jacob Del Mel, due gemelli provenienti dalla Costa d'Avorio, il colombiano Chaly Sanchez, e gli italiani Marco Urbisci e Monica Frusi per la parte musicale.